# Vinylique
En chimie organique, le terme vinylique désigne
- une position insaturée (hybride sp2) sur un squelette moléculaire, par exemple dans un alcène;
- un fragment éthényle, CH2=CH-, par exemple dans le cyanure vinylique.